# ایوان فرگوسن
ایوان جو فرگوسن (انگلیسی: Evan Joe Ferguson؛ زادهٔ ۱۹ اکتبر ۲۰۰۴) بازیکن فوتبال اهل ایرلند است که در پست مهاجم برای باشگاه آ.اس رم و تیم ملی ایرلند بازی می‌کند.

## حرفه باشگاهی

### اوایل زندگی
فرگوسن که اهل بتی‌استاون، کانتی میث است، دوران کودکی خود را با هواداری از باشگاه منچستریونایتد سپری کرده. او همچنین پسر فوتبالیست حرفه‌ای سابق بری فرگوسن است که در طول دوران بازیگری‌اش برای کاونتری سیتی، کولچستر یونایتد، هارتلپول یونایتد، نورث‌همپتون تاون، لانگفورد تاون، بوهمینز، شامروک روورز و اسپورتینگ فینگال بازی کرد.
او با باشگاه دانش‌آموزان معتبر دوبلین سنت کوینز بویز کرد، فوتبال را آغاز کرد، و قبل از اینکه به ردهٔ جوانان برسد به باشگاه بوهمیان رفت، و در لیگ‌های ملی زیر ۱۸ سال برای این تیم بازی کرد. در دسامبر ۲۰۲۰، او در آخرین بازی خود در فینال لیگ زیر ۱۷ در مقابل تیم شامروک روفرز گلزنی کرد، و همراه با تیمش با نتیجه ۲–۰ پیروز شد.

### بوهمیانس
فرگوسن اولین بازی خود در رده بزرگسالان را در ۱۱ ژوئیه ۲۰۱۹ در یک بازی دوستانه مقابل چلسی در دالیمونت پارک انجام داد و درحالی‌که در آن زمان تنها ۱۴سال داشت به همراه تیمش به نتیجه ۱–۱ مقابل چلسی رسید و تبدیل به جوان‌ترین بازیکن تاریخ بوهمیانس شد که در رده بزرگسالان بازی کرده‌است. اولین بازی رسمی او در رده بزرگسالان در ۲۰ سپتامبر ۲۰۱۹ انجام شد، او در اواخر بازی مقابل دری سیتی در استادیوم رایان مک براید برندیول جایگزین لوک وید-اسلیتر شد. اولین گل فرگوسن در سطح بزرگسالان در ۲۸ ژانویه ۲۰۲۰ به ثمر رسید، او موفق شد دو گل در برد دوستانه پیش فصل مقابل دروگدا یونایتد به ثمر رسانده و تیمش با نتیجه ۲–۴ پیروز شود. او در مجموع چهار بازی رسمی در دو فصل حضورش در رده بزرگسالان بوهمیانس انجام داد.

### برایتون اند هوو آلبیون
در ژانویه ۲۰۲۱، او با آکادمی برایتون اند هوو آلبیون قرارداد امضا کرد، و با امضای این قرارداد باشگاه لیگ برتری لیورپول را نیز ناکام گذاشت. در ۲۴ اوت ۲۰۲۱، در دقیقه ۸۱ بازی خارج از خانه در دور دوم جام EFL مقابل تیم چمپیونشیپ کاردیف سیتی جایگزین انوک موپو شد، و اولین بازی رسمی را برای برایتون انجام داد که با پیروزی ۲–۰ همراه بود. در ۶ سپتامبر، او نامزد دریافت جایزه بهترین بازیکن ماه اوت لیگ برتر ۲ شد. او اولین گل حرفه ای خود را در ۲ نوامبر به همراه زیر ۲۳ ساله‌های برایتون در بازی خارج از خانه مقابل تیم لیگ دو نورثهمپتون در جام EFL به ثمر رساند. فرگوسن برنده جایزه گل ماه نوامبر ۲۰۲۱ به خاطر گلی که به اورتون زیر ۲۳ سال در گودیسون پارک زد، شد. اولین حضور او در یک مسابقه لیگ برتری در ۱۵ دسامبر ۲۰۲۱ رخ داد، زمانی که او در شکست خانگی مقابل ولورهمپتون واندررز به عنوان یار تعویضی روی نیمکت حضور داشت. فرگوسن دومین بازی فصل برای تیم بزرگسالان را در ۸ ژانویه ۲۰۲۲ انجام داد و به عنوان بازیکن تعویضی در دقیقه ۷۶ وارد زمین شد و در نهایت به گل تساوی یاکوب مدر در پیروزی ۲–۱ خارج از خانه مقابل وست برومویچ کمک کرد. آلبیون با این پیروزی از دور سوم جام حذفی صعود کرد. چهار هفته بعد در تاریخ ۵ فوریه، فرگوسن بار دیگر در جام حذفی، و در شکست ۳–۱ خارج از خانه مقابل تاتنهام هاتسپر، برای مرغ‌های دریایی، به عنوان یار تعویضی بازی کرد. در ۱۹ فوریه ۲۰۲۲، فرگوسن اولین بازی خود در لیگ برتر را برای برایتون انجام داد و در باخت ۳–۰ خانگی مقابل برنلی به عنوان بازیکن جانشین وارد زمین شد.

## عضویت در تیم‌های ملی
فرگوسن عضو تیم جمهوری ایرلند در رده زیر ۱۵ سال، زیر ۱۷ و زیر ۲۱ سال بوده‌است. در ۲۷ اوت ۲۰۲۱، برای اولین بار در کنار هم تیمی‌اش در برایتون، اندرو موران، برای مسابقات مقدماتی قهرمانی زیر ۲۱ سال اروپا ۲۰۲۳ به تیم زیر ۲۱ سال جمهوری ایرلند برای بازی مقابل بوسنی و هرزگوین و لوکزامبورگ دعوت شد. او اولین بازی زیر ۲۱ سال خود را در پیروزی ۲–۰ مقابل بوسنی و هرزگوین در زنیتسا انجام داد.
فرگوسن برای اولین بار در نوامبر ۲۰۲۲ برای بازی‌های دوستانه مقابل نروژ و مالت به تیم بزرگسالان دعوت شد. او اولین بازی خود را برای بزرگسالان در ۱۷ نوامبر مقابل نروژ انجام داد و در دقیقه ۸۹ به جای آلن براون، گلزن این تیم در شکست خانگی ۲–۱ به میدان رفت. فرگوسن اولین شروع خود در ترکیب اولیه را در ۲۲ مارس ۲۰۲۳ در مقابل لتونی در استادیوم آویوا در دوبلین در یک بازی دوستانه انجام داد. او گل دوم ایرلند در این بازی را در دقیقه ۱۷ به ثمر رساند. ایرلند بازی را ۳–۲ برد و فرگوسن بعد از ۷۳ دقیقه با تروی پاروت تعویض شد.